# Muradxan
Muradxan è un comune dell'Azerbaigian situato nel distretto di Kürdəmir.